# Доброслав
Доброслав (до 1935 року — Антоново-Кодинцеве; у 1935—2016 — Комінтернівське) — селище в Україні, в Одеському районі Одеської області. Адміністративний центр Доброславської селищної громади. Згідно з даними державного комітету статистики України на 1 січня 2011 року в Доброславі проживали 6863 людини. До 17 липня 2020 року центр колишнього Лиманського району.

## Географічне розташування
Селище міського типу Доброслав розташоване за 50 км від Одеси. Через селище проходить Старокиївська дорога, а за 16 км від нього розташована залізнична станція Кремидівка і залізнична лінія Одеса-Головна — Помічна.

## Історичні відомості
Поселення виникло близько 1802 року, коли поміщик Полтавської губернії Антон Кодинцев купив в цьому районі землю і переселив на нове місце частину своїх кріпаків. По імені власника населений пункт отримав назву Антоново-Кодинцеве.
З 1849 року Антоново-Кодинцеве було містечком і волосним центром. В 1858 року в ньому було 64 двори і 515 жителів.
Станом на 1886 році містечку Антоново-Кодинцеве, центрі Антоново-Кодинцівської волості Одеського повіту Херсонської губернії, мешкало 410 осіб, налічувалось 80 дворових господарств, існували православна церква, школа та лавка. За версту — недіючий паровий млин. За 5 верст — лавка. За 7 верст — паровий млин. За 11 верст — поромна переправа. За 12 верст — православна церква. За 12½ верст — постоялий двір, лавка. За 22 версти — рибний завод, поштова станція, лавка, постоялий двір. За 29 верст — лікарня, соляні копальні, лавка. За 30 верст — трактир, постоялий двір.
За переписом 1897 року кількість мешканців зросла до 727 осіб (393 чоловічої статі та 334 — жіночої), з яких 725 — православної віри.

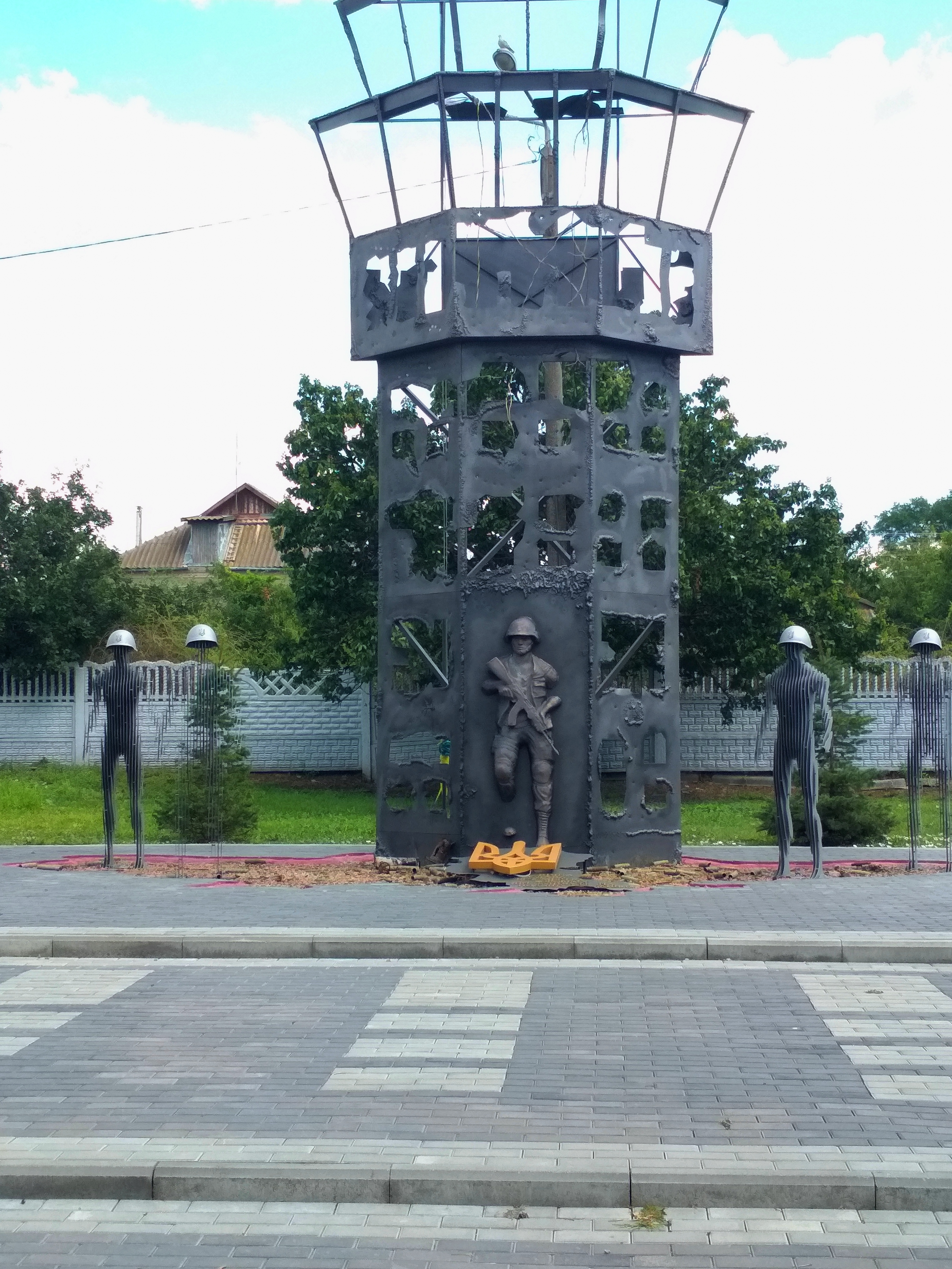
Пам'ятник «кіборгам» у Доброславі

14 липня 2016 року селище міського типу Комінтернівське Комінтернівського району Одеської області перейменовано на смт Доброслав (Комінтернівська селищна рада Лиманського району рішенням від 22.07.2016 року перейменувала Комінтернівську селищну раду на Доброславську; Комінтернівська районна рада Одеської області рішенням від 12.08.2016 року у Лиманському районі перейменувала Комінтернівську районну раду на Лиманську)
24 серпня 2018 року в смт Доброслав відкритий пам'ятник воїнам, які захищали Україну на Донбасі. Пам'ятник незвичайний — фігури «киборгів», що захищали Донецький аеропорт, поступово зникають з полю зору.

## Парки

### Парк закоханих сердець
Парк відкрили 8-го липня 2017 року на 215-ліття Доброслава. Над його створенням працювали місцеві жителі та представники селищної ради. Раніше на місці парку було сміттєзвалище. Об'єкт потрапив до Національного реєстру рекордів України за найбільшу кількість сердець, зібраних в одному місці (705).

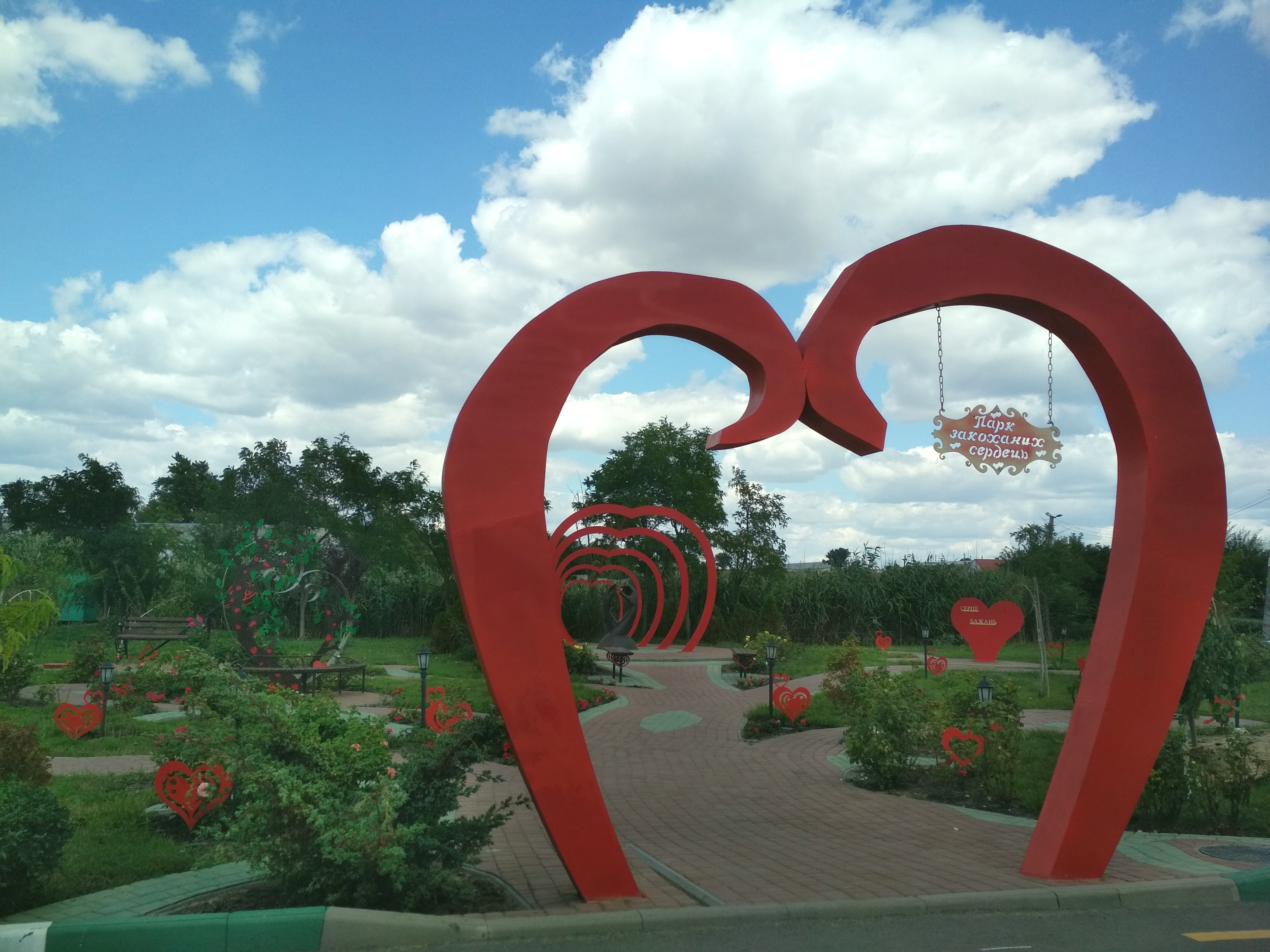
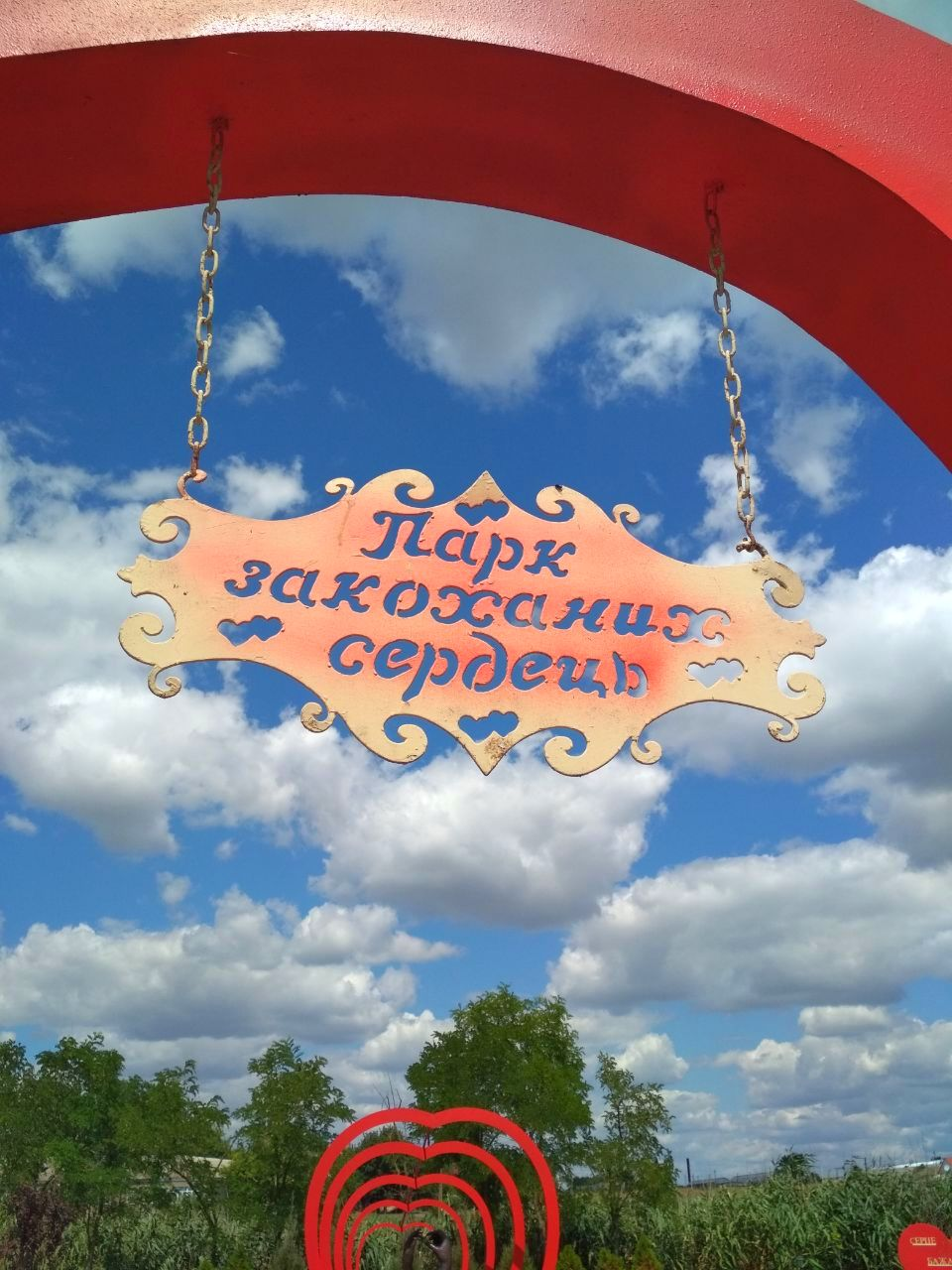
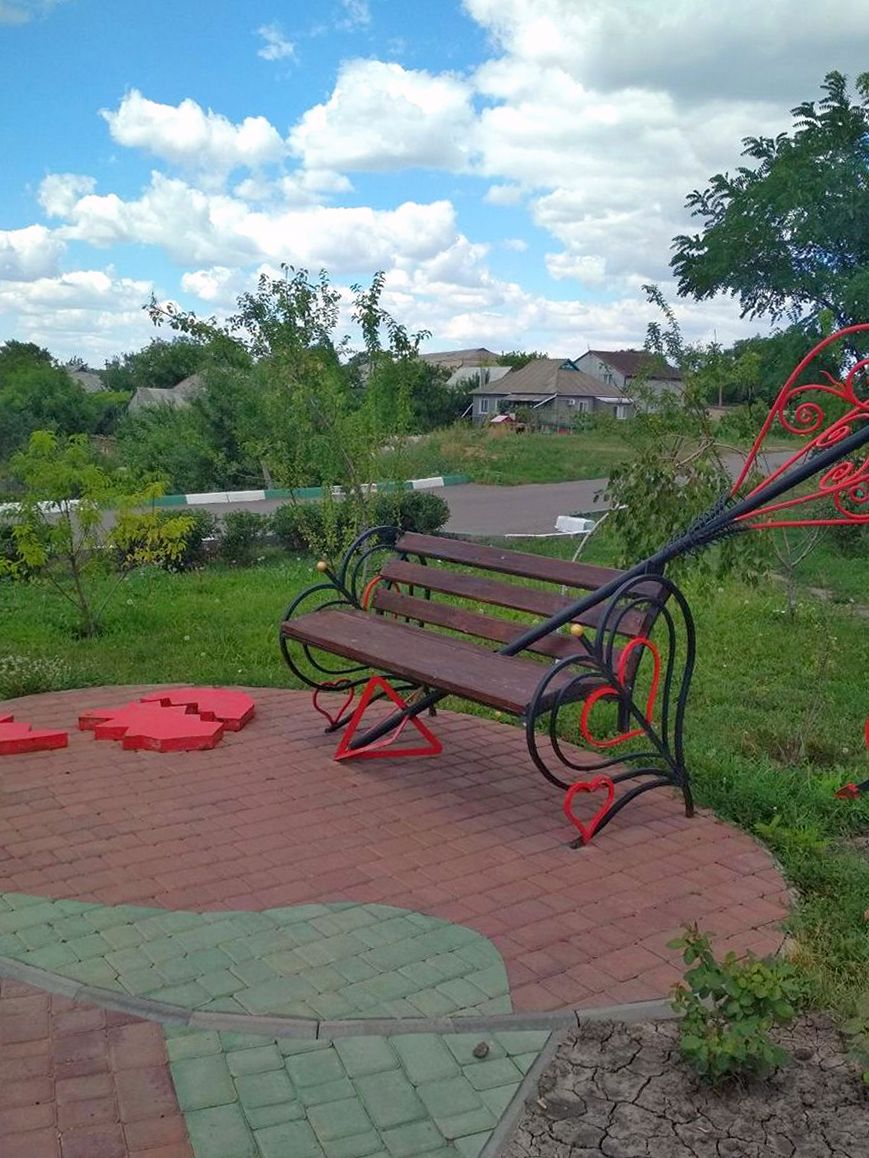
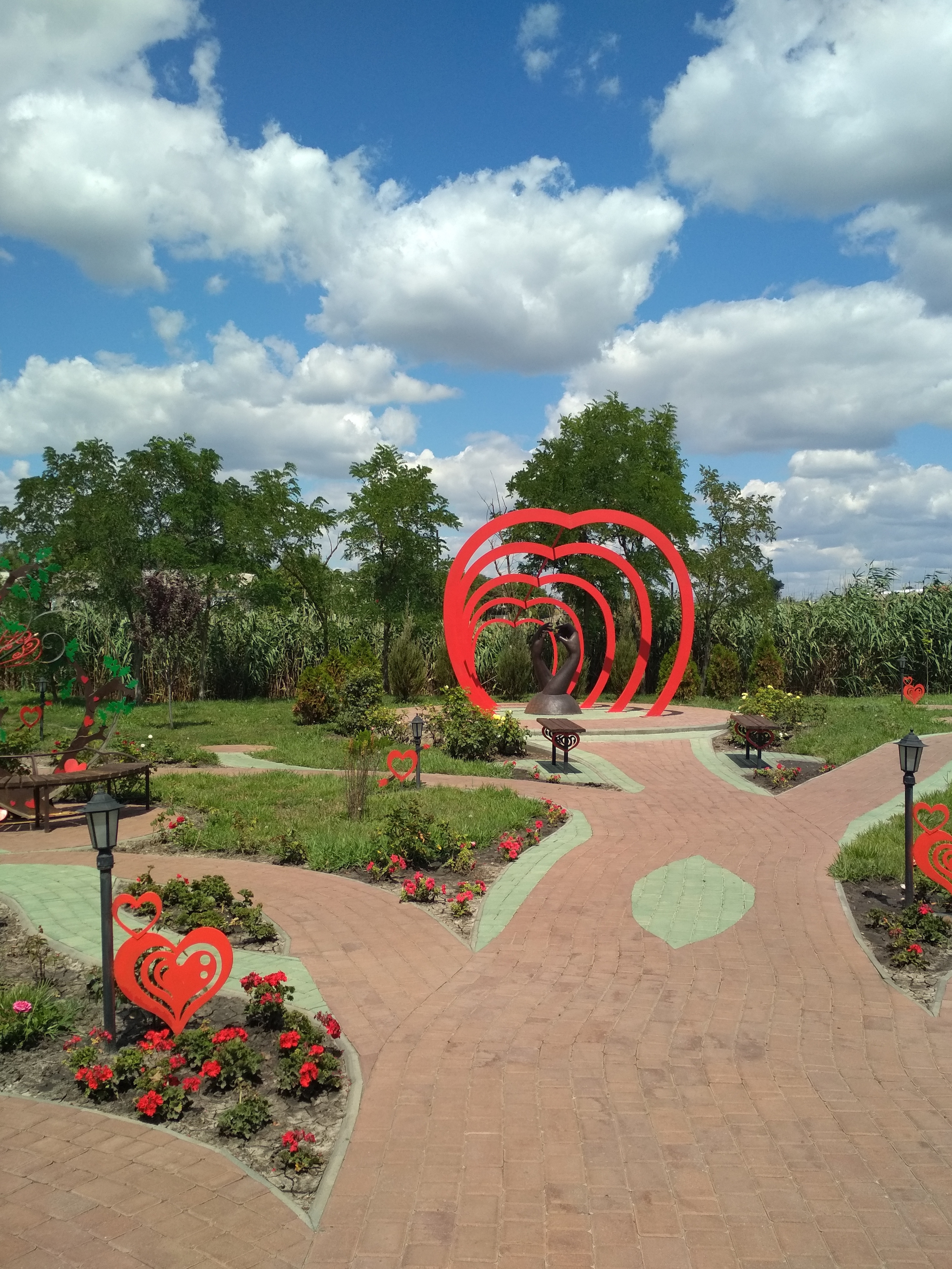
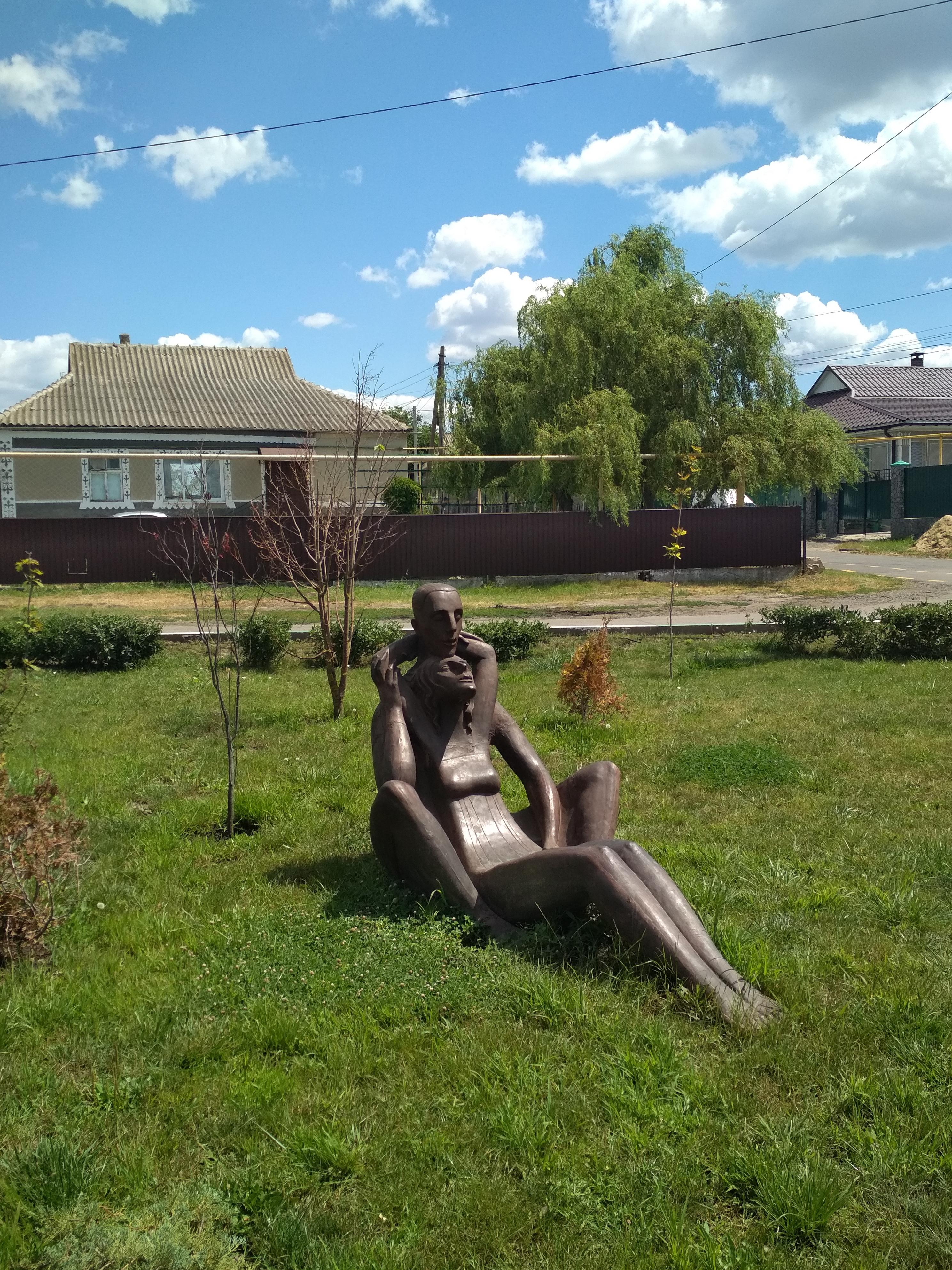
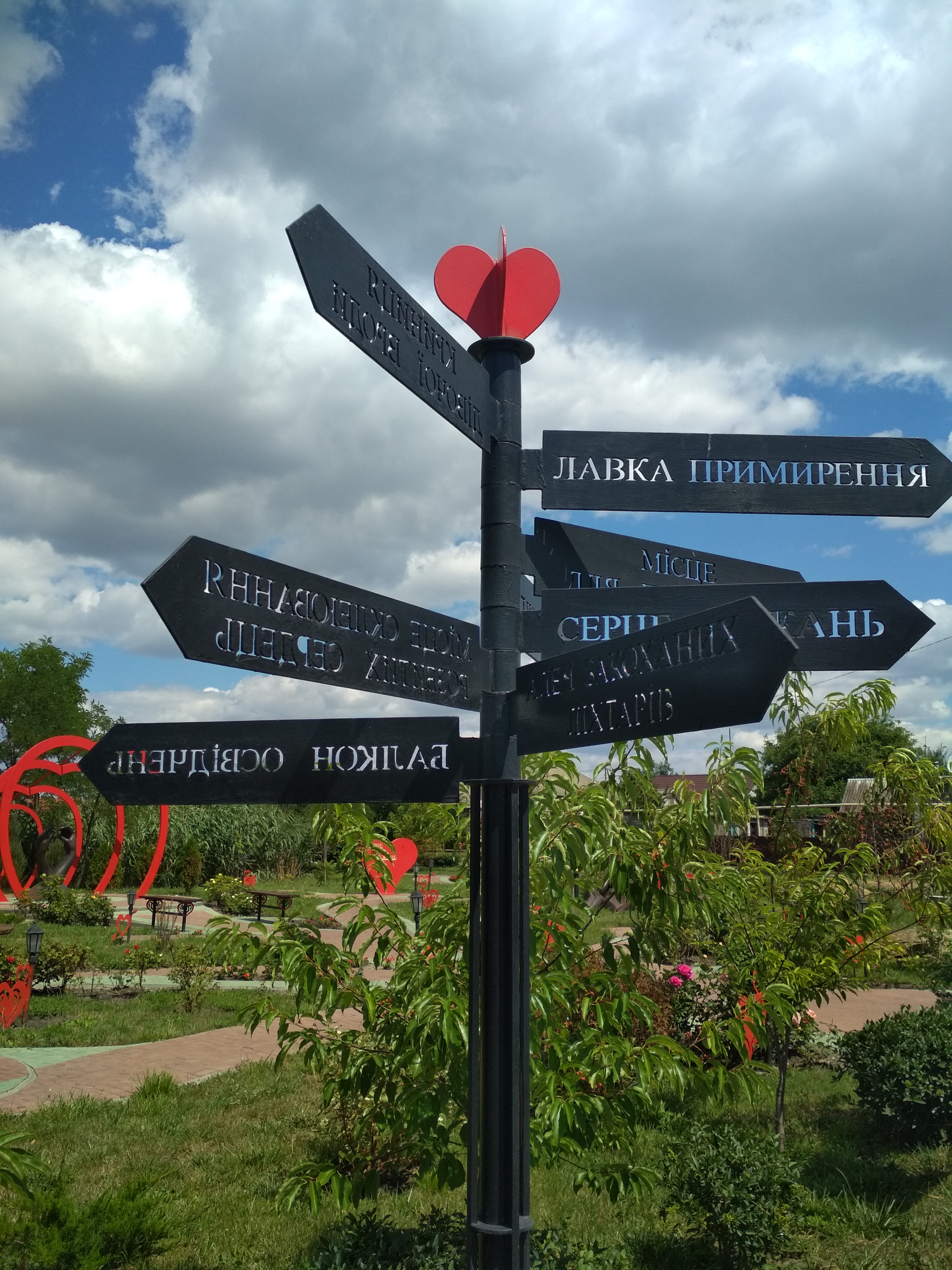
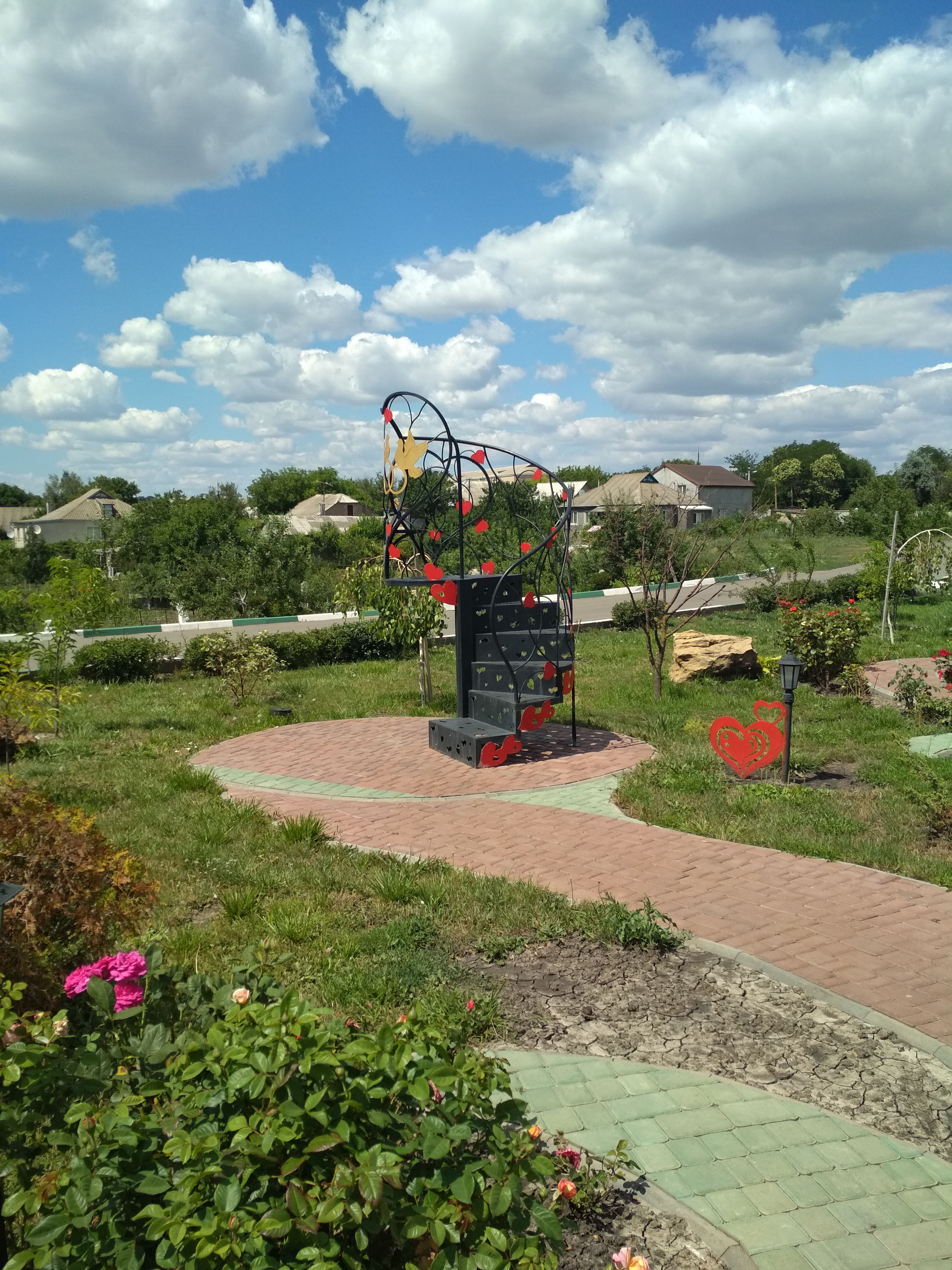

### Меморіальний комплекс жертв Голодомору і політичних репресій

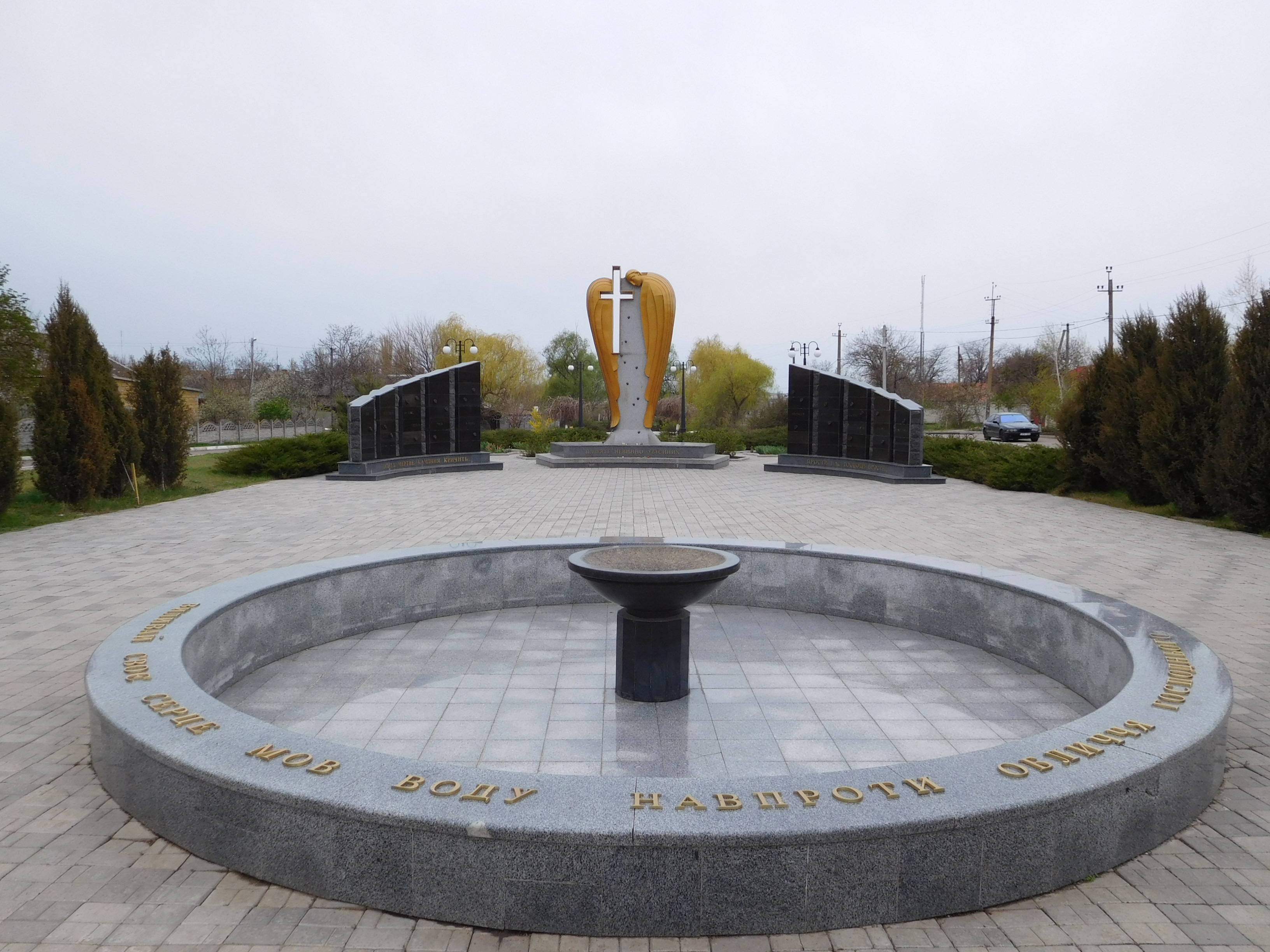
Пам'ятник жертвам Голодомору в Доброславі

Комплекс споруджувався у два етапи: у 2007 році була  збудована центральна алея до 75 роковин Голодомору; у 2009 році зведений храм Усіх Святих Землі Української, Української Православної церкви Київського патріархату.

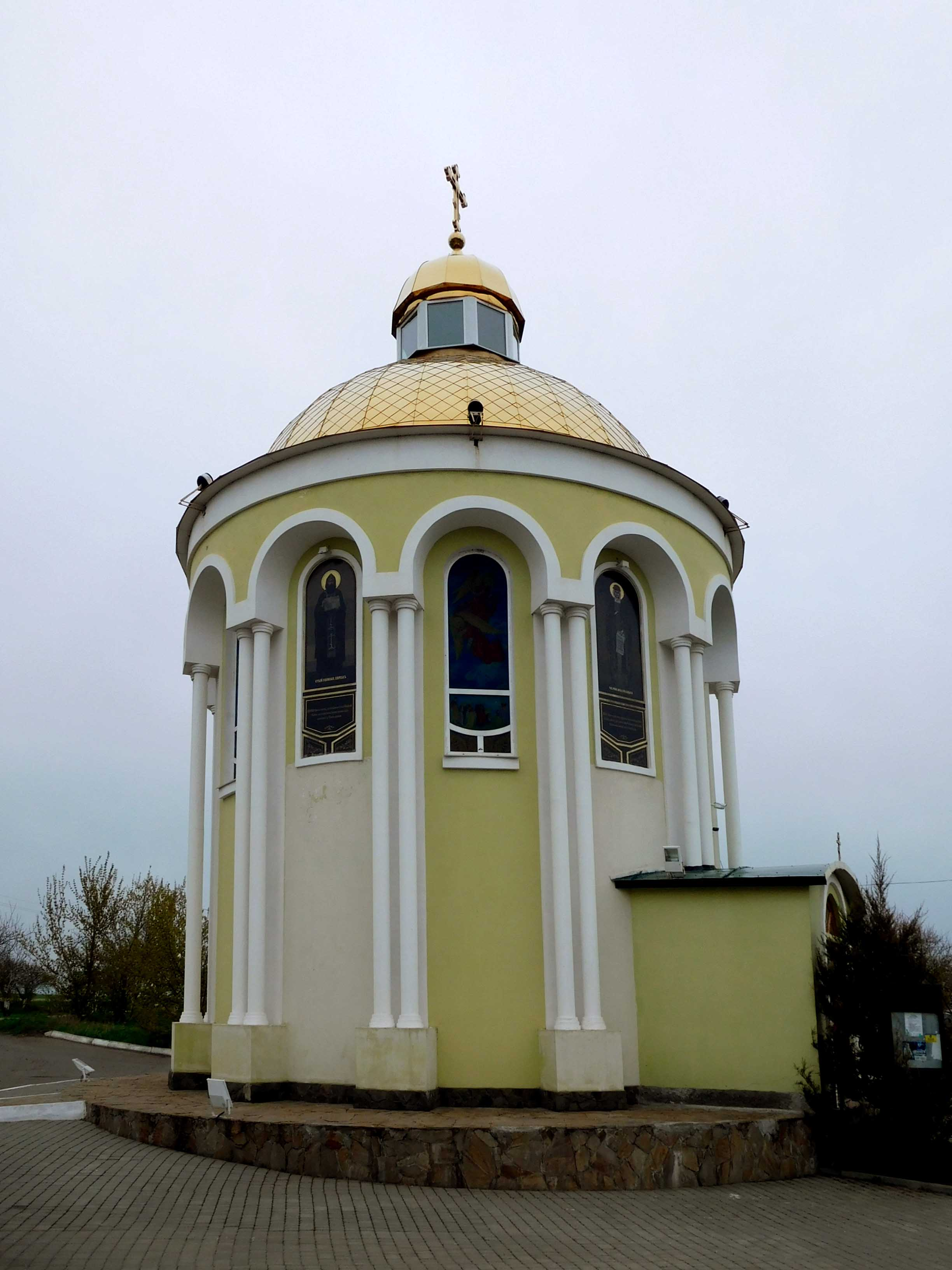
Храм Усіх Святих Землі Української

Центральною фігурою комплексу є Скорботний ангел. Автори: художниця Лариса Дем'янишина, одеський скульптор Клим Степанов та майстер художньої ковки Іскієрго Фраго Освальдо. Гранітна частина знаку, що складається зі стилізованого серця і хреста, символізує розбиту душу, яку зігріває своїми крилами ангел. Він символізує духовну сутність, хрест — духовність простору і виміру. Наскрізність хреста уособлює прорив до світла, надію на порятунок. Краплини на гранітному серці — це одночасно і сльози, і зернини. Стели по обидві сторони монументу є ніби продовженням крил ангела і зверху по формі нагадують колоски. Чаша у фонтані — символ скорботи, переповнена слізьми за невідспіваними душами померлих.
На території комплексу у 2009 році в честь відзначення 20-ї річниці Народного Руху України відкрито пам'ятний знак В'ячеславу Чорноволу, політичному діячу, герою України.  
Ще один пам'ятний знак, зведений на території Меморіального комплексу, «Птах свободи». Відкритий у 2015 році 20 лютого в день річниці масових розстрілів в Києві на майдані на честь бійців Небесної сотні. Автор чотирьохметрової композиції — одеський артскульптор Кирило Максименко.
Птах створений із металевого пруття різної довжини, звареного між собою. Фігури, що тримають тризуб, уособлюють народ України, що тримає свободу на своїх  руках.
Навколо металевої композиції — інсталяція київського євромайдану 2014 року. Вона була зроблена із автомобільних шин, цеглин, щитів та касок, з написами «Слава Україні», «Воля або смерть».

## Населення
Станом на 1 січня 2019 року населення Доброслава становить 6 847 осіб.

### Мова
Розподіл населення за рідною мовою за даними перепису 2001 року:
| Мова            | Кількість | Відсоток |
| --------------- | --------- | -------- |
| українська      | 6095      | 93.68%   |
| російська       | 311       | 4.78%    |
| циганська       | 39        | 0.60%    |
| болгарська      | 28        | 0.43%    |
| румунська       | 13        | 0.20%    |
| білоруська      | 6         | 0.09%    |
| вірменська      | 5         | 0.08%    |
| гагаузька       | 2         | 0.03%    |
| польська        | 1         | 0.02%    |
| інші/не вказали | 6         | 0.09%    |
| Усього          | 6506      | 100%     |

## Відомі люди
- Олександр Вільчинський — український прозаїк, журналіст, науковець у 1985—1987 рр. працював у комінтернівській районній газеті «Слава хлібороба».
- Олексій Литовченко (1930—2011) — український гідролог.
- Ольга Ліщук (нар. 1966) — українська письменниця, композиторка, член НСПУ.